# André Brie

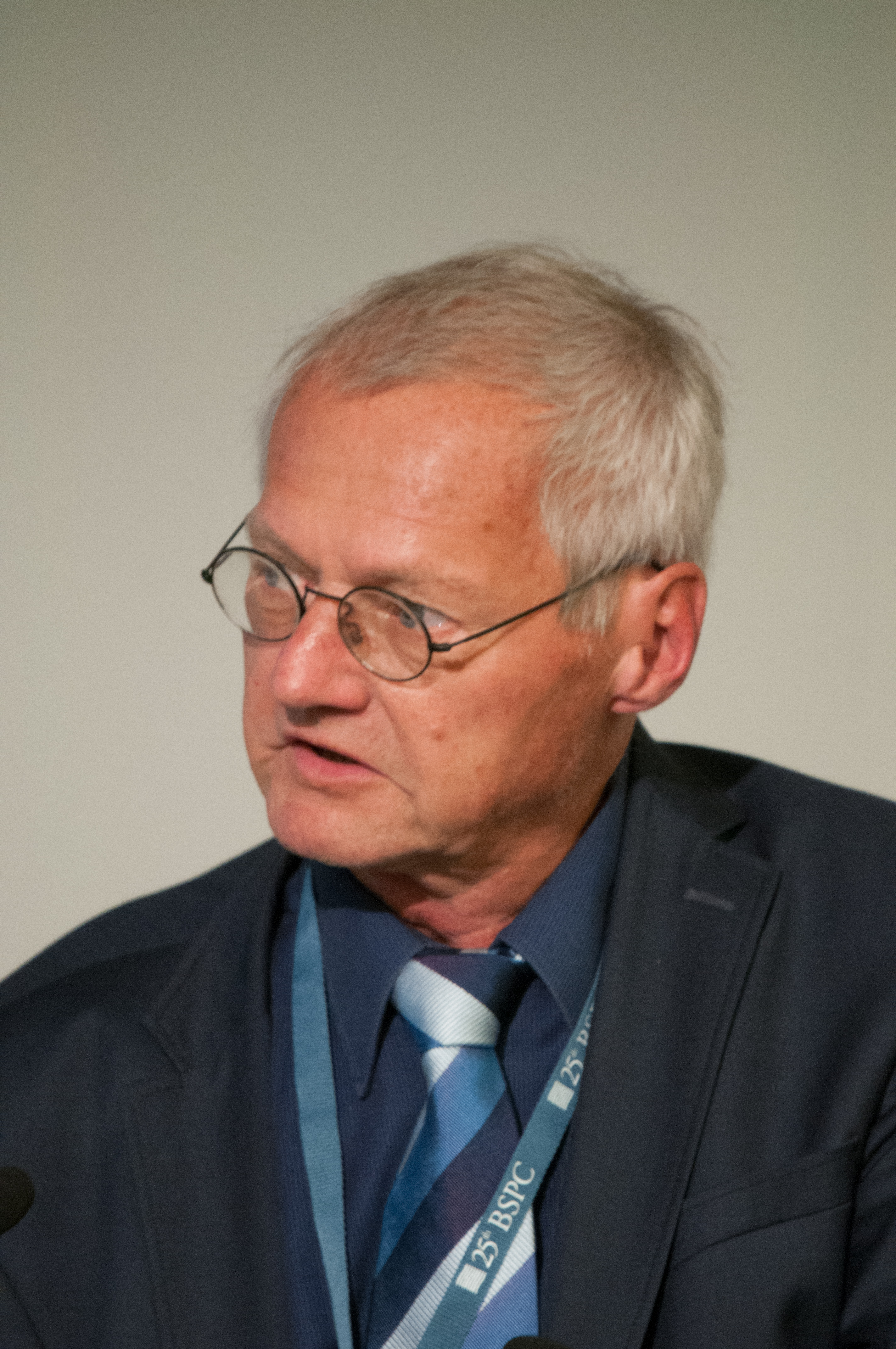
André Brie (2016)

André Brie (* 13. März 1950 in Schwerin) ist ein deutscher Politiker (SED, PDS und Die Linke). Er war von 1999 bis 2009 Mitglied des Europäischen Parlaments und von 2011 bis 2016 Abgeordneter im Landtag von Mecklenburg-Vorpommern. Er war seit 1970 fast zwei Jahrzehnte inoffizieller Mitarbeiter der DDR-Staatssicherheit.

## Leben und Beruf
Nach dem Abitur 1968 in Berlin diente Brie drei Jahre bei der NVA in Brandenburg an der Havel als Techniker im Hubschraubergeschwader 31. Anschließend begann er 1971 ein Studium der Außenpolitik am Institut für Internationale Beziehungen der Akademie für Staats- und Rechtswissenschaft der DDR in Potsdam-Babelsberg, welches er 1976 als Diplom-Staatswissenschaftler beendete. Danach war er bis 1989 als wissenschaftlicher Mitarbeiter am Institut für Internationale Beziehungen tätig. 1979 erfolgte dort seine Promotion (Dissertation A) zum Dr. rer. pol. 1981 erhielt er das UNO-Abrüstungsstipendium und vollendete 1986 seine Dissertation B. Anschließend war er gleichenorts Dozent und Lehrstuhlleiter für Fragen der europäischen Sicherheit und Abrüstung. Von 1989 bis 1990 war Brie wissenschaftlicher Mitarbeiter am Institut für interdisziplinäre Zivilisationsforschung an der Humboldt-Universität zu Berlin.
Brie war 1985 und 1986 Wissenschaftlicher Berater der DDR-Delegation in der Genfer Abrüstungskonferenz und von 1986 bis 1991 Mitglied der Pugwash-Arbeitsgruppen für Kernwaffen in Europa und für konventionelle Waffen in Europa.
Brie ist Gründungsmitglied der Bundesstiftung Rosa Luxemburg. Außerdem war er Mitglied im Lenkungsausschuss des deutsch-russischen Petersburger Dialogs.
Brie wohnt in Wooster Teerofen.

## Partei
1969 wurde Brie Mitglied der SED. Von 1990 bis 1999 war er Wahlkampfleiter der PDS. Daneben war er von 1990 bis 1992 stellvertretender PDS-Bundesvorsitzender und von 1991 bis 1992 Landesvorsitzender der PDS in Berlin. Von beiden Ämtern trat er nach dem Bekanntwerden seiner Tätigkeit als inoffizieller Mitarbeiter für das Ministerium für Staatssicherheit der DDR zurück.
Brie gehörte von 1993 bis 1999 erneut dem PDS-Bundesvorstand an und leitete von 1991 bis 1997 die Grundsatzkommission der PDS. In diesem Amt erwarb er sich den Ruf als maßgeblicher Theoretiker und Vordenker der PDS.
Von 2003 bis 2005 war Brie Mitglied des PDS-Landesvorstandes in Mecklenburg-Vorpommern. 2004 war er Wahlkampfleiter PDS für die Wahl zum Europaparlament.
Im Jahr 2006 stimmte Andre Brie gemeinsam mit Helmuth Markov und Gabi Zimmer einer Resolution des EU-Parlaments zu, in der die Menschenrechtssituation in Kuba kritisiert wurde. Dafür geriet Brie innerparteilich stark in Kritik, weil die darin geäußerte Kritik an Menschenrechtsverletzungen auf Kuba nicht der Parteilinie entspreche.
Danach trat Brie einige Zeit offensiv als Kritiker der Parteiinhalte und des Parteivorsitzenden Oskar Lafontaine sowie als Befürworter eines Mitte-links-Regierungsbündnisses auch auf Bundesebene auf und erhielt hohe Medienaufmerksamkeit. Ihm wurde in diesem Zusammenhang unter anderem vorgeworfen, sich unsolidarisch zu verhalten. Ebenso wurden seine Vorstöße in Richtung Regierungsbeteiligung beispielsweise von Daniela Dahn kritisiert.

## Abgeordneter
Von 1999 bis 2009 war Brie Mitglied des Europäischen Parlaments. Hier war er Obmann der KVEL/NGL-Fraktion im Ausschuss für auswärtige Angelegenheiten sowie im Ausschuss für Binnenmarkt und Verbraucherschutz. Außerdem war er Präsident der Chile-Delegation des Europäischen Parlaments.
Bei der Aufstellung der Bundesliste der Partei Die Linke zur Europawahl am 7. Juni 2009 scheiterte Brie in einer Stichwahl um den aussichtsreichen Platz 12 gegen Sascha Wagener vom Jugendverband. Kritisiert wurde dabei unter anderem seine Bejahung des Inhaltes des EU-Verfassungvertrages. Für weitere Plätze trat er nicht an.
Bei der Landtagswahl in Mecklenburg-Vorpommern am 4. September 2011 erhielt er über die Landesliste ein Mandat.

## Inoffizieller Mitarbeiter der Staatssicherheit
Brie hat seit 1970 für das MfS, Bezirksverwaltung Potsdam (Abteilung II/6 – Spionageabwehr), als IM „Peter Scholz“ gearbeitet. Er erhielt für seine Spitzeltätigkeit die Verdienstmedaille der NVA in Bronze. Sein Aktionsradius als IM „Peter Scholz“ umfasste: Freunde, Freundinnen, Arbeitskollegen (u. a. am IIB, ASR der DDR, UNO-Vertretung der DDR – als Stipendiat, Schriftstellerverband, Kabarettszene der DDR), Liedermacher (u. a. Bernd Rump), Gruppe Schicht, Verband Bildender Künstler der DDR (u. a. Klaus Vonderwerth und Petra Kurze). Noch 1986 verlangte André Brie die Erhöhung „der revolutionären Wachsamkeit“ am Institut für Internationale Beziehungen.

## Familie
Brie ist der Sohn des DDR-Diplomaten Horst Brie und dessen ersten Ehefrau Sonja (1925–2011). Er wuchs durch die beruflich bedingten Umzüge der Familie unter anderem in China und Nordkorea auf. Er ist verheiratet mit der ehemaligen sächsischen Landtagsabgeordneten Ingrid Mattern (Die Linke), mit der er eine Tochter hat. Weiterhin hat er zwei erwachsene Töchter aus erster Ehe. Sein Bruder Michael Brie ist einer der Theoretiker der Partei Die Linke.

## Veröffentlichungen
Brie ist Autor verschiedener Schriften zur Außen- und Sicherheitspolitik. Er veröffentlichte außerdem Kabarett-Texte, Aphorismen und Kinderbücher.
- Nato, Brüssel und Raketen (1980)
- Militärisches Gleichgewicht, Entspannung, Abrüstung (1986), ISBN 3-329-00141-0
- Friedenspolitik im nuklear-kosmischen Zeitalter (Mitautor) (1986), ISBN 3-329-00072-4
- Wann soll man Bäume pflanzen? Wege zur Abrüstung. Kinderbuchverlag, Berlin 1984, ISBN 3-358-00019-2 (2. Auflage 1987)
- Intelligente Waffen oder intelligente Politik? Abrüstung – die Chance der Vernunft (1988), ISBN 3-355-0776-5
- Conventional Disarmament in Europe (1989), ISBN 92-9045-027-4
- Befreiung der Visionen. Für eine sozialistische Erneuerung (1992), ISBN 3-89468-111-5
- Ich tauche nicht ab. Selbstzeugnisse und Reflexionen (1996), ISBN 3-929161-59-1
- Zur Programmatik der Partei des Demokratischen Sozialismus (Mitautor) (1997), ISBN 3-320-01932-5
- NATO vor neuen Entscheidungen – oder Entscheidung über die NATO. In: Die NATO – vor neuen Entscheidungen. Beiträge vom Podium zum Weltfriedenstag am 1. September 2008 in der Dresdener Dreikönigskirche. (Hrsg.) Dresdener Studiengemeinschaft Sicherheitspolitik (DSS) e. V: DSS-Arbeitspapiere, Dresden 2008, Heft 91, S. 12–24.
- Lausitz – Landschaft mit neuem Gesicht (Autor) (2011), ISBN 3-86568-538-2

Aphorismen:
- Der Weisheit letzter Schuss (Mitautor) (1980)
- Die Wahrheit lügt in der Mitte (1982), ISBN 3-359-00237-7
- Am Anfang war das letzte Wort (1985)
- Nur die nackte Wahrheit geht mit keiner Mode (1999), ISBN 3-359-00976-2